# 尾上卯三郎 (初代)
初代 尾上卯三郎（しょだい おのえ うさぶろう、生没年不詳）は、明治初期の歌舞伎役者。
二代目尾上多見蔵の門人。明治元年（1868年）から同3年（1870年）にかけて大阪の角の芝居、中の芝居で活躍した。のち子供芝居の座元になるがその後の詳細は不明。門人に二代目尾上卯三郎がいる。